# オーバーハング (自動車用語)

Aの部分をフロントオーバーハング、Bの部分をリヤオーバーハングという

オーバーハング（英語: Overhang）とは自動車の支えであるタイヤの中心よりも外側にかぶさるようにはみ出した車体を指す用語である。

## 概要
自動車におけるオーバーハングとは、車両を接地面に対し垂直方向から見たとき、前後左右の車輪の接地中心点から外側にはみ出した車体の部位（それぞれ、前車軸中心から車両最前部、後車軸中心から車両最後部、トレッドから左右両方の外側まで。)を指す。前・後・左・右の4部位がそれにあたるが、特に注釈がなければ前後のみを指すことが一般的で、その場合、それぞれの車軸中心線から車体の前後端までの範囲を指す。また、車軸中心線から車体端までの距離に対して使われることもある（フロントオーバーハング ○○○ mm など）。
市販車の場合、商品性にかかわるエクステリアのスタイルに大きく影響を与えることはもちろん、重心から離れたこの部分の重量は、ピッチ方向とヨー方向の運動性にもかかわる重要な要件ともなる。
オーバーハングが大きいと鈍重ではあるが高級や安楽、小さいと踏ん張りがきき機敏であるという印象が強まる傾向にある。またセダンやステーションワゴンの場合、リアのオーバーハングは、そのままトランクルーム（後者はラゲッジルーム）の広さにも繋がるので、外見やドライブフィーリングなどをあまり気にしないユーザーから見ても実用面では重要な要素となる。ただし、オーバーハングが大きすぎると、狭い場所での取り回しに苦慮するなどといったデメリットも生ずる。

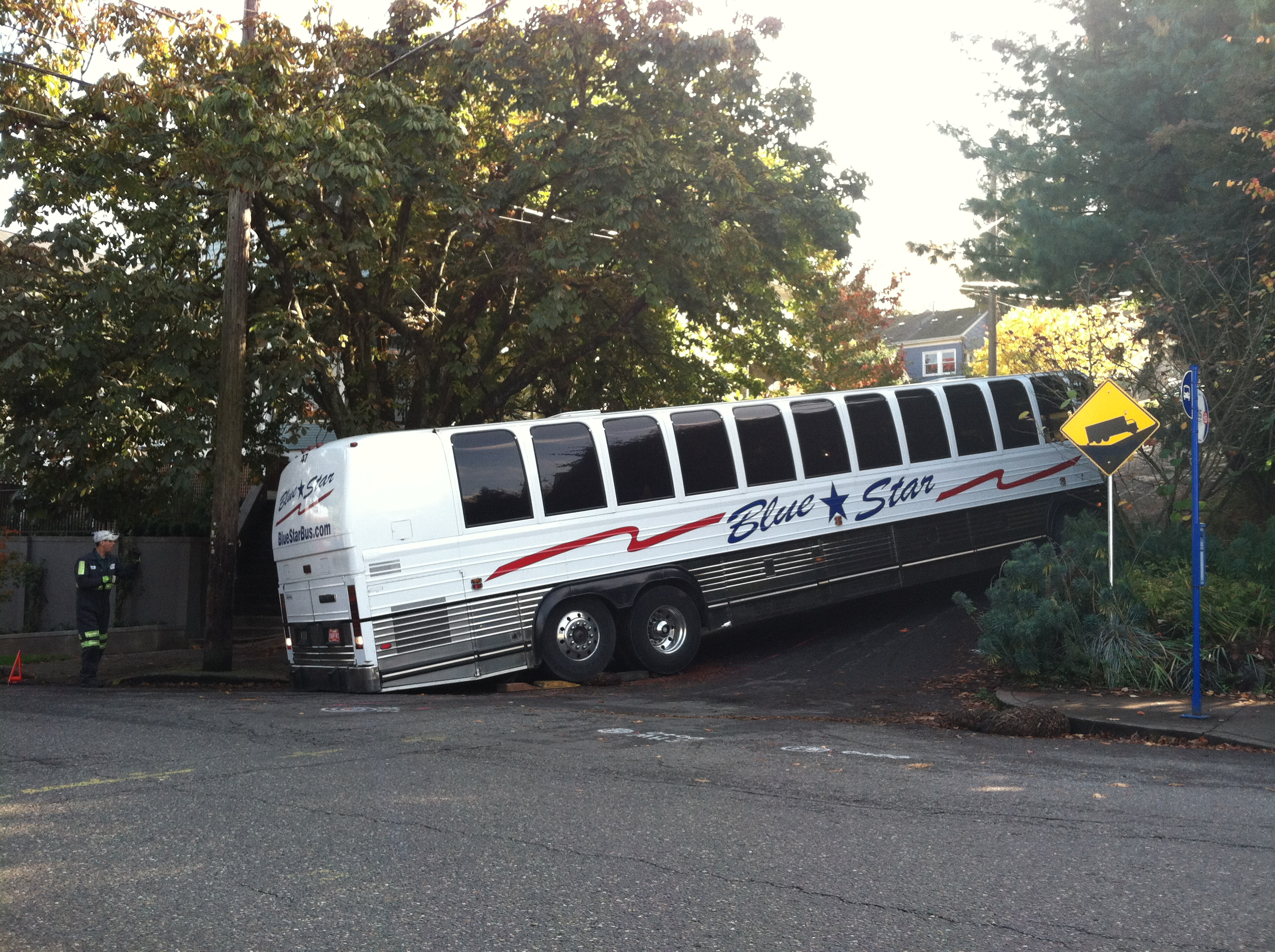
ホイールベースとオーバーハングの比率は、旋回時のみならず、勾配での取り回しにも影響を与える。

特にバスやトラックなどの大型車は、大きくハンドルを切る時にはリアオーバーハングの偏倚量を考慮する必要がある。
モータースポーツの観点では、オーバーハングの長さはダウンフォースの発生量とも密接に関係しており、一般的にオーバーハングが長いほど、抵抗となる前面投影面積を増やさずに、大きなダウンフォースを稼ぐことが可能となる。この関係で、レース出場に必要なホモロゲーション取得のため、ダウンフォースを稼ぐ目的でフロントのオーバーハングを延長した特別仕様車を限定販売する例（SUPER GTにおける日産・フェアレディZやホンダ・NSXが代表例）も過去に見られた。
上記の運動性にもあてはまるが、てこの原理で、距離が大きくなればその影響も大きくなる。特に競技車両での過大なオーバーハングは、タイヤの荷重負担が極端に大きくなることや、スピンやバンプの際、下面に空気が入り込み、舞い上がる危険性が増すため、リスクを減らす目的でレギュレーションに寸法や割合の最大値が規定されている。